# Liste der Erzbischöfe von Modena
Die folgenden Personen waren Bischöfe und Erzbischöfe von Modena (Italien):
- Cleto (zirka 270)
- Dionisius (325)
- Antonino (?)
- Heiliger Geminianus I. (341–349)
- Theodor (349)
- Geminianus II. (390)
- Teodulo (zirka 398)
- Heiliger Geminianus III. (420)
- Gregor (482)
- Bassiano (Basso, Kassian) (501)
- Peter (679)
- Martin I. (zirka 693)
- Johannes I. (744)
- Lupicino (749)
- Geminianus IV. (18. September 752–?)
- Gisio (zirka 796)
- Diodato (Deusdedit) (813–840 ?)
- Giona (841)
- Ernido (861)
- Walpert (865)
- Leodoindo (871)
- Johannes II. (898)
- Gamenolfo (898–902)
- Gotifredo (902–?)
- Ardingo (?–943)
- Guido (944–?)
- Ildebrando (969–993)
- Johannes III. (993)
- Varino (1003–?)
- Ingone (1023)
- Uberto (Guiberto, Viberto) (1038–?)
- Eriberto (Umberto, Erberto, Ariberto) (1054–1085)
- Benedikt (1085–1097)
- Egidio (1097)
- Dodone (1100–1136)
- Ribaldo (1136–?)
- Enrico (1157–1173)
- Ugo (1174–1179)
- Ardizio (1179–1194)
- Egidio Garzoni (1194–1207) (dann Erzbischof von Ravenna)
- Martin II. (1207–1221)
- Wilhelm von Savoyen (1222–1233)
- Alberto Boschetti (1234–1264)
- Matteo de’ Pii (1264–1276)
- Ardizio Conti (1280–1287)
- Filippo Boschetti OFM (1287–1290)
- Jacopo (1290–1311)
- Bonadamo Boschetti (1311–1313)
- Bonincontro da Floriano (1313–1318)
- Guido Baisi (1. März 1318–?)
  - Rolando (Orlando) (1329–1330) (Gegenbischof)
- Bonifazio (1337–1339) (dann Bischof von Como)
- Alemanno Donati OFM (1339–1352)
- Aldobrandino d’Este (1352–1380) (dann Erzbischof von Ferrara)
- Guido Baisi (1380–1382)
- Dionisio Restani OSA (1383–1400)
- Pietro Boiardo (1400–1401) (dann Erzbischof von Ferrara)
- Nicolò Boiardo (1401–1414)
- Carlo Boiardo (1414–1436)
- Scipione Manenti (1436–1444)
- Jacopo Antonio della Torre (1444–1463) (dann Bischof von Parma)
- Delfino della Pergola (1463–1465)
- Nicolò Sandonnino (1465–1479) (dann Erzbischof von Lucca)
- Gian Andrea Bocciazzi (1479–1495)
- Giambattista Ferrari, Kardinal (1495–1502)
- Francesco Ferrari (1502–1507)
- Ercole Rangone, Kardinal (1509–1527)
- Pirro Kardinal Gonzaga (1527–1529)
- Giovanni Gerolamo Morone, Kardinal (1529–1550)
- Egidio Foscherani OP (1550–1564)
- Giovanni Gerolamo Morone (1564–1571) (2. Mal)
- Sisto OP (1571–1590)
- Giulio Canani, Kardinal (1591–1592)
- Gaspare Silingardi (1593–1607)
- Lazaro Pellizzari OP (1607–1610)
- Pellegrino Bertacchi (1610–1627)
- Alessandro Rangoni (1628–1640)
- Opizzone d’Este (1640–1645)
- Roberto Fontana (1646–1654)
- Ettore Molza (1655–1679)
- Carlo Molza (1679–1690)
- Ludovico Masdoni (1691–1716)
- Stefano Fogliani (1717–1742)
- Ettore Molza SchP (1743–1745)
- Giuliano Sabbatini (1745–1757)
- Giuseppe Maria Fogliano (1757–1783)
- Tiburzio Cortese (1786–1823)
- Giuseppe Emilio Sommariva (1824–1829)
- Adeodato Caleffi OSB (1830–1837)
- Luigi Reggianini (1838–1847)
- Luigi Ferrari (1848–1851)
- Francesco Emilio Cugini (1852–1855) (erster Erzbischof ab 1855)

## Erzbischöfe von Modena
- Francesco Emilio Cugini (1855–1872)
- Giuseppe Maria delli Guidelli (1872–1889)
- Carlo Maria Borgognini (1889–1900)
- Natale Bruni (1900–1926)
- Giuseppe Antonio Ferdinando Bussolari OFMCap (1926–1939)
- Cesare Boccoleri (1940–1956)
- Giuseppe Amici (1956–1976)
- Bruno Foresti (1976–1983) (dann Bischof von Brescia)
- Santo Bartolomeo Quadri (1983–1996)
- Benito Cocchi (1996–2010)
- Antonio Lanfranchi (2010–2015)
- Erio Castellucci (seit 2015)